# Mercurialis perennis
Mercurialis perennis es una especie de planta perteneciente a la familia Euphorbiaceae.

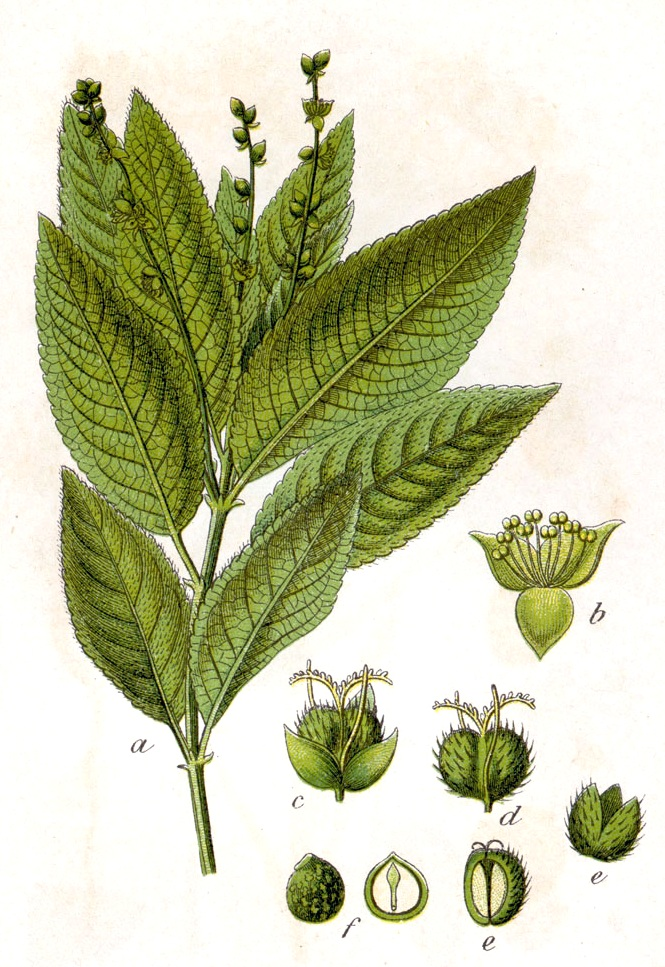
Ilustración

## Descripción
Es una planta perenne, dioica,  rizomatosa, dispersamente hirsuta. Tallos de 20-50 cm de altura, simples, erectos, herbáceos, afilos en la base, solo con catafilos membranosos, muy foliosos en la parte superior; rizoma reptante. Hojas de (2)4-11 x (1)3-6 mm, delgadas, de haz verde obscuro y envés más claro, levemente hirsutas, con tricomas rígidos aplicados más abundantes en el envés, ovadas u ovado-lanceoladas, crenado-dentadas, acuminadas, cordadas o cuneadas; pecíolos 5-15 mm, hirsutos; estípulas triangulares, hirsutas. Flores masculinas en pequeños glomérulos (6-12) distantes, paucifloros, sobre un pedúnculo filiforme más largo que las hojas; flores femeninas solitarias, geminadas o en fascículos laxos de hasta 4 flores, largamente pedunculadas. Sépalos de 2 mm, anchamente ovados, glabros, verdosos. Fruto de 4-5 x 6-8 mm, densamente hirsuto; pedúnculo hasta de 5(7) cm en la madurez. Semillas 3-3,5 mm, globulosas, grisáceas, ligeramente rugosas. Tiene un número de cromosomas de 2n = 42*, 64, 66*, 84*.

## Distribución y hábitat
Se encuentra en lugares frescos y umbrosos de montaña, en hayedos y robledales umbríos sobre suelos éutrofos; a una altitud de 100-1750 metros. Está irregularmente distribuida por Europa, alcanza el Asia occidental y el Norte de África. En la península ibérica se localiza principalmente en la mitad Norte, aunque alcanza localidades aisladas del sur de Andalucía. 

## Taxonomía
Mercurialis perennis fue descrita por Carlos Linneo y publicado en Species Plantarum 2: 1037. 1753.
Etimología
Mercurialis: nombre genérico que hace referencia a Mercurio, dios del comercio en la mitología romana, a quien se atribuye el descubrimiento de las propiedades medicinales de esta planta.
perennis: epíteto latino que significa "perenne".
Citología
Número de cromosomas de Mercurialis perennis (Fam. Euphorbiaceae) y táxones infraespecíficos: 2n=64
Sinonimia
- Mercurialis alpina Schur
- Mercurialis cynocrambe Scop.
- Mercurialis longifolia Host
- Mercurialis nemoralis Salisb.
- Mercurialis sylvatica Hoppe
- Mercurialis sylvestris Bubani
- Synema perenne (L.) Dulac[5][6]

## Nombre común
- Castellano: Castellano: berza de perro, berza perruna, chordiga muerta, malcoraje hembra, malcoraje macho, mercurial, mercurial montana, mercurial oficinal, mercurial perenne, mercurial perennne, murcarol.[7]